# Medvezhegorsk
Medvezhegorsk (en ruso: Медвежьего́рск (del carelio: Karhumäk(g)i) es una ciudad de la república de Carelia, Rusia, ubicada en el extremo noroeste del lago Onega. Capital del raión homónimo.

## Historia
Una villa en esta ubicación existe desde el siglo XVII. A comienzos del siglo siguiente se construyó una fábrica que estuvo en funcionamiento hasta 1769. En 1916, obtuvo la categoría o estatus de ciudad con el nombre de Medvézhya Gorá (Медвежья Гора) que significa la montaña de los osos. En 1938, se rebautizó con su actual nombre que significa la ciudad de los osos. Durante la Segunda Guerra Mundial, la ciudad fue ocupada por el ejército finés desde diciembre de 1941 hasta junio de 1943.

## Administración
Es la capital del raión homónimo y una de sus nueve entidades locales. En el territorio de la ciudad se incluyen como pedanías el posiólok de Vichka y el poblado ferroviario de Perguba.

## Demografía
| Gráfica de evolución de Medvezhegorsk entre 1926 y 2020 |
|                                                         |